# Sistema de pagament electrònic
Un sistema de pagament electrònic o també anomenat sistema de pagament en línia (amb dispositiu electrònic), també coneguts per EPS per la seva sigles en anglès, és un sistema de pagament que facilita l'acceptació de pagaments per a les transaccions en línia a través de Internet. El comerç electrònic per Internet s'ofereix com un nou canal de distribució senzill, econòmic i amb abast mundial les 24 hores del dia tots els dies de l'any, i això sense les despeses i limitacions d'una botiga clàssica: personal, local, horari, infraestructura, etc.
Els EPS o sistemes de pagaments electrònics, realitzen la transferència de diners entre compradors i venedors en una acció de compravenda electrònica a través d'una entitat financera autoritzada per tots dos. És, per això, una peça fonamental en el procés de compra-venda dins de el comerç electrònic. Com a exemples de sistemes de pagament electrònic ens trobem les passarel·les de pagament o TPV virtual per al pagament amb targeta, els sistemes de moneder electrònic i els sistemes que es connecten directament amb la banca electrònica de l'usuari.

## Funcionament
Es distingeixen dos tipus d'institucions per a l'execució d'aquest sistema: El bancari i el de llocs web especialitzats en pagaments electrònics que operen com una entitat financera virtual. En el pagament amb targeta, el mecanisme de pagament valida la targeta i organitza la transferència de diners del compte de comprador al compte de venedor.
El moneder electrònic, però, emmagatzema els diners de comprador en un format electrònic i el transfereix a el sistema durant el pagament. El sistema de pagament valida els diners i organitza la transferència al compte de venedor. També hi ha la possibilitat que el sistema de pagament transfereixi els diners electrònics a l'moneder electrònic de venedor actuant en aquest cas com un intermediari entre tots dos moneders electrònics.
El pagament a través de la banca electrònica, enllaça un nombre d'operació o venda realitzada en el comerç o botiga virtual amb el compte bancari de el client en el mateix lloc del banc. Això, redueix el risc de frau al no transmetre informació financera personal per la xarxa. Si el pagament o transacció es vol fer entre monedes diferents, la mateixa institució financera pot oferir un canvi de divises, generalment amb un càrrec addicional pel respectiu cobrament de comissió per aquesta operació.

### Inconvenients
Un altre factor clau és el anonimat. Addicionalment, les operacions executades sota aquests sistemes no generen cap interès a favor dels comptes dels seus clients, pel fet que no funciona com compte d'estalvi o de inversió.

## Tipus

### Diners en línia
Hi ha empreses que brinden aquesta triangulació amb els bancs com SafetyPay o PayPal, també hi divises comercials purament electròniques com e-gold i les que combinen diverses formes de pagament com Neopago, a més hem d'incloure aquelles plataformes de pagament que funcionen sobre una plataforma mòbil (com el pagament mòbil), la qual cosa porta a major portabilitat de les solucions de pagament i, per tant, major possibilitat d'ús sobretot pel que fa a micropagaments

### Transferències bancàries
Les transferències bancàries es consideren també pagaments electrònics, mitjançant algun sistema de transferència electrònica de fons o en una plataforma per pagament en línia amb targetes de crèdit o dèbit.